# Cycas chevalieri
Cycas chevalieri  (лат.) — вечнозелёное древовидное растение рода Саговник. Видовое латинское название дано в честь французского ботаника, исследователя и историка Огюста Жана Батиста Шевалье (1873—1956).
Стволы древовидные или бесстебельные, до 1,2 м высотой, 8-18 см диаметром в узком месте; 4-15 листьев в кроне. Листья тёмно-зелёные, очень блестящие, длиной 130-240 см. Пыльцевые шишки веретеновидные, коричневые или кремовые, длиной 15-25 см, 4-7 см диаметром. Мегаспорофилы 9-13 см длиной, коричнево-войлочные. Семена яйцевидные, 18-27 мм длиной, 15-25 мм в ширину; саркотеста жёлтая, не покрыта налётом, толщиной 1-2 мм.
Эндемик Вьетнама. Вид локально обильный в высоких закрытых вечнозеленых лесах на песчаных суглинках по над сланцами и гранитами. Этот вид часто растёт по берегам рек, где он может образовывать большие, многочисленные кластеры.
Этот вид находится под угрозой из-за чрезмерного сбора для торговли декоративными растениями.